# Campeonato Sub-20 de la OFC 2001
El Campeonato Sub-20 de la OFC 2001 se jugó del 8 de febrero al 4 de marzo por primera vez en más de una sede y contó con la participación de 11 selecciones juveniles de Oceanía.
Australia venció a Nueva Zelanda en la primera final que se juega a dos partidos para ganar el título por décima ocasión.

## Participantes
| - Australia - Islas Cook - Fiyi - Nueva Caledonia | - Nueva Zelanda - Papúa Nueva Guinea - Samoa - Tahití | - Tonga - Islas Salomón - Vanuatu |

## Fase de grupos

### Grupo A
Los partidos se jugaron en Nouméa, Nueva Caledonia.